# خویسه میرن
خویسه میرن (هلندی: Gooise Meren) یکی از شهرستان‌های استان هلند شمالی در کشور هلند است. این شهرستان در حدود ۵۶ هزار نفر جمعیت و ۷۷ کیلومتر مربع مساحت دارد.